# Чемпіонат світу з кросу 1984
Чемпіонат світу з кросу 1984 був проведений 25 березня в Нью-Йорку.
Траса змагань була прокладена на іподромі «Мідоулендс», що в Іст-Ратерфорді.
Місце кожної країни у командному заліку серед дорослих чоловічих команд визначалося сумою місць, які посіли перші шестеро спортсменів цієї країни. При визначенні місць дорослих жіночих та юніорських чоловічих команд брались до уваги перші чотири результати відповідно.

## Чоловіки
| Першість | Золото | Золото                                  | Срібло | Срібло                             | Бронза | Бронза                                |
| -------- | --- | --------------------------------------- | --- | ---------------------------------- | --- | ------------------------------------- |
| Особиста | Карлуш Лопеш Португалія | 33.25                                   | Тім Гатчінгс Англія                                                                                             | 33.30                              | Стів Джонс Уельс | 33.32                                 |
| Командна | ЕфіопіяБекеле Дебеле Адунья Лема Мохамед Кедір Дередже Неді Ешету Тура Водаджо Бульті Феїсса Абебе Хайлу Волде Мегерса Тулу | 134 очки8 9 16 24 31 46 (96) (97) (163) | СШАПет Портер Ед Айстоун Крейг Верджін Джон Іскер Джефф Дрент Марк Стіклі Джон Ідстрем Ден Діллон Трой Біллінгс | 1614 6 17 28 41 65 (92) (94) (144) | ПортугаліяКарлуш Лопеш Фернанду Мамеде Антоніу Лейтан Жуан Кампуш Езекель Канаріу Жуакін Пінейру Фернанду Коуту Фернанду Мігель Жуан Лопеш да Сільва | 2231 23 25 26 64 84 (124) (199) (205) |

| Першість | Золото                                                               | Золото         | Срібло | Срібло                | Бронза                                                                        | Бронза                 |
| -------- | -------------------------------------------------------------------- | -------------- | --- | --------------------- | ----------------------------------------------------------------------------- | ---------------------- |
| Особиста | Пере Касакуберта Іспанія                                             | 21.32          | Доджу Тессема Ефіопія                                                                                        | 21.34                 | Джон Кастеллано Канада                                                        | 21.37                  |
| Командна | ЕфіопіяДоджу Тессема Белає Тешоме Кальча Абча Вольдесіласе Мількесса | 21 очко2 4 7 8 | ІспаніяПере Касакуберта Антоніо Перес Хосева Саррієгі Сейн Хосе Санчес Луїс Прієто Перес Хосе Мануель Гарсія | 341 5 11 17 (25) (39) | АнгліяПол Роден Девід Майлс Карл Палмер Девід Робінсон Пол Тейлор Девід Дадлі | 686 10 22 30 (78) (89) |

## Жінки
| Першість | Золото                                                                               | Золото                      | Срібло                                                                                       | Срібло                | Бронза                                                                                 | Бронза                  |
| -------- | ------------------------------------------------------------------------------------ | --------------------------- | -------------------------------------------------------------------------------------------- | --------------------- | -------------------------------------------------------------------------------------- | ----------------------- |
| Особиста | Марічіка Пуйке Румунія                                                               | 15.56                       | Галина Захарова СРСР                                                                         | 15.58                 | Грете Вайтц Норвегія                                                                   | 15.58                   |
| Командна | СШАБетті Спрінгс Кеті Бранта-Іскер Сабріна Дорнгефер Кеті Твомі Бренда Вебб Нан Доук | 52 очки9 10 16 17 (25) (32) | АнгліяДжейн Шілдс Крістін Беннінг Рут Сміт Керол Бредфорд Керол Гейг Джулі-Енн Лафтон-Вайтлі | 655 6 15 39 (54) (55) | Нова ЗеландіяДаян Роджер Мері О'Коннор Крістін Г'юз Сью Брюс Лінден Вайлд Сара Гарнетт | 9114 19 27 31 (50) (82) |

## Медальний залік
| Місце               | Країна              | Золото | Срібло | Бронза | Загалом |
| ------------------- | ------------------- | ------ | ------ | ------ | ------- |
| 1                   | Ефіопія             | 2      | 1      | 0      | 3       |
| 2                   | Іспанія             | 1      | 1      | 0      | 2       |
| 2                   | США                 | 1      | 1      | 0      | 2       |
| 4                   | Португалія          | 1      | 0      | 1      | 2       |
| 5                   | Румунія             | 1      | 0      | 0      | 1       |
| 6                   | Англія              | 0      | 2      | 1      | 3       |
| 7                   | СРСР                | 0      | 1      | 0      | 1       |
| 8                   | Канада              | 0      | 0      | 1      | 1       |
| 8                   | Нова Зеландія       | 0      | 0      | 1      | 1       |
| 8                   | Норвегія            | 0      | 0      | 1      | 1       |
| 8                   | Уельс               | 0      | 0      | 1      | 1       |
| Загалом (11 збірна) | Загалом (11 збірна) | 6      | 6      | 6      | 18      |

## Українці на чемпіонаті
Єдиний українець у складі збірної СРСР на чемпіонаті — харків'янин Микола Матюшенко — був 13-м на фініші юніорського забігу та, як і попереднього чемпіонату, 9-м у командному заліку серед юніорських команд.